# Mariette Condroyer
 (juillet 2011).
Si vous disposez d'ouvrages ou d'articles de référence ou si vous connaissez des sites web de qualité traitant du thème abordé ici, merci de compléter l'article en donnant les références utiles à sa vérifiabilité et en les liant à la section « Notes et références ».
Mariette Condroyer, née à Barsac (Gironde) le 13 janvier 1934, est une scénariste et écrivaine française. Elle a remporté le prix Goncourt de la nouvelle en 1993 pour Un après-midi plutôt gai.

## Biographie
Mariette Condroyer est née à Barsac (Gironde) le 13 janvier 1934. Elle a travaillé au Service Cinéma de l'ORTF, et a fait partie de la Commission pour les Courts Métrages du CNC.
Scénariste, elle a écrit pour la télévision notamment pour la série Madame le Juge et le cinéma (Un homme à abattre), entre autres.
Elle est l'épouse du réalisateur Philippe Condroyer.
Auteure de plusieurs romans et recueils de nouvelles, elle est lauréate du prix Goncourt de la nouvelle 1993 pour "Un après midi plutôt gai" (Gallimard), et du prix Roland de Jouvenel de l'Académie Française 1995 pour son roman "Sentinelle" (Gallimard)

## Ouvrages
- Contes d'amour et de mort, 1980
- Emma Bovary est dans votre jardin, R. Laffont, 1984  (ISBN 2-221-04475-4)
- Un après-midi plutôt gai, Gallimard, 1993  (ISBN 2-07-072892-7)
- Sentinelle, Gallimard, 1995,  (ISBN 2-07-074088-9)
- N'écris plus jamais sur moi, Gallimard, 1997  (ISBN 2-07-074857-X)
- Tous les parfums de l'Arabie, Gallimard, 1999  (ISBN 2-07-075649-1)